# Giacinto Pannella
Giacinto Pannella (Teramo, 20 febbraio 1847 – Teramo, 15 dicembre 1927) è stato un presbitero, storico e bibliografo italiano.
La città di Teramo gli ha dedicato una delle sue vie centrali; è il prozio del politico Giacinto Pannella, detto Marco, la cui casa natale si trova proprio nella via intitolata al sacerdote.

## Biografia
Nacque da Leonardo e Costanza Di Felice Andreani. Studiò al Seminario di Teramo e successivamente frequentò la facoltà di Lettere all'Università di Napoli. 
Fu ordinato sacerdote nel 1871 e nel 1880 ottenne l'abilitazione all'insegnamento nel Ginnasio superiore.
Tornò in seguito a Teramo, dove insegnò, fra l'altro, letteratura italiana all'Istituto "Vincenzo Comi". 
Collaborò con la Rivista Abruzzese di Scienze, Lettere e Arti e poi la diresse per ventotto anni, dal 1892 al 1919, ospitando articoli di Benedetto Croce e Giovanni Gentile e dedicandosi in particolare agli studi di storia locale abruzzese. Fu inoltre presidente dell'Associazione della Stampa Teramana. 
Di convincimenti liberali, fu nominato Cavaliere della Corona d'Italia nel 1894 e Cavaliere ufficiale dal 1918.
Negli ultimi dieci anni di vita venne colpito da cecità.

## Opere
L'elenco degli scritti firmati da Giacinto Pannella ammonta a più di 550 titoli, elencati nella Bibliografia di Raffaele Aurini.
I titoli qui riportati si riferiscono semplicemente alle pubblicazioni più importanti:
- Vincenzo Comi e le sue opere, a cura di Giacinto Pannella, Napoli, Morano, 1886;
- L'abate Quartapelle e la coltura in Teramo, Napoli, Morano, 1887;
- Guida illustrata di Teramo. Ricordo della mostra operaia provinciale del 1888, Teramo, Tip. Bezzi e Appignani, 1888;
- Il Paliotto della Cattedrale aprutina. Studio storico ed artistico, Teramo, Tip. del Corriere abruzzese, 1890; 2. edizione, Teramo, Cioschi, 1910;
- Della vita e delle poesie di Giannina Milli, improvvisatrice, Teramo, Fabbri, 1891; 2. edizione, Teramo, Cioschi, 1907; 3. edizione, Teramo, Coop. Tipogr. Teramana, 1925;
- Mutio de Mutij, Della storia di Teramo. Dialoghi sette. Con note ed aggiunte di Giacinto Pannella, Teramo, Tip. del Corriere abruzzese, 1892;
- Opere complete di Melchiorre Delfico. Nuova edizione curata dai professori Giacinto Pannella e Luigi Savorini, 4 voll. Teramo, Fabbri, 1901-1904;
- Opere complete di Vincenzo Comi. 1765-1830. Ristampa con uno studio bio-bibliografico di Giacinto Pannella, Teramo, Fabbri, 1908;
- Opere complete del senatore Giuseppe De Vincenzi. Ristampa curata ed annotata dal prof. Giacinto Pannella, Teramo, Fabbri, 1912-15;
- Giannina Milli, Poesie edite ed inedite con epistolario, a cura del prof. G. Pannella, Teramo, G. Fabbri, 1926.